# Hanseniella silvicola
Hanseniella silvicola är en mångfotingart som beskrevs av Ulf Scheller 1961. Hanseniella silvicola ingår i släktet syddvärgfotingar, och familjen snabbdvärgfotingar. Inga underarter finns listade i Catalogue of Life.